# Канарево брдо
Канарево брдо је насеље у градској општини Раковица, у Београду.

## Кратак историјат
Пре Другог светског рата цело брдо је било познато под називом Гољино брдо, јер је било ненастањено. Оно се налазило на периферији Железничке колоније, имања у приватном власништву извесног рентијера Ђорђа Канаре (по коме је касније и добило име). Прве куће у колонији су подигнуте 1927, било је испланирано да се цео крај трансформише у мали "вртни град", са данашњом улицом Пере Велимировића као централном, те кућама са двориштем. Избијање сукоба је спречило ове планове. Била је то друга железничка колонија, након оне крај Кошутњака.
После рата, насеље је национализовано и порушено. Урбанизација је почела 1946. године, изградњом неколико нижих зграда наспрам данашње улице Канарево брдо, али прве контуре градске средине су почеле да се назиру тек крајем 60-их година 20. века, кад је изграђено пет солитера уздуж улице Ивана Мичурина. Убрзо је у саобраћај пуштена и „главна кичма“, Борска улица, па и прва аутобуска линија, 47. Највиша зграда је постала сива петнаестоспратница у центру насеља 70-их година. У новијем делу насеља, ближем Кошутњаку, налази се улица Српских Ударних Бригада, у којој је испостава Дома Здравља Раковица.

## Географске карактеристике
Насеље се налази на надморској висини од 107 метара. На његовој јужној страни се налази насеље Миљаковац 1 (граница је Варешка улица, западно од Борске), на југоисточној Миљаковац 2 (делом је такође граница Варешка улица, источно од Борске; али и плац на коме се налази Основна школа "Иво Андрић"), на североисточној и северној Бањица (граница су Бањички пут и улица Бахтијара Вагабзаде), на северозападној и западној Кошутњак (статистички и административно, део Канаревог брда, иако фактички засебно насеље; граница је улица Српских Ударних Бригада). Западном обалом је насеље оивичено Топчидерском реком, која целу Раковицу дели на два дела. У смеру југозапада се налази Железничка станица Раковица, те недалеко одатле и насеље Раковица. Канаревим Брдом протиче и један поток, међутим како је насеље грађено, он је измештен испод земље, бетона и асфалта, мада су његови делови и даље надземни у дворишту ОШ „Иво Андрић“. Прецизније речено, више потока са Канаревог Брда, Бањице, Миљаковца, спроведени су колекторима до оближње Топчидерске реке.
Седиште месне заједнице се налази у самој улици Канарево брдо, која се протеже од Борске до улице Српских Ударних Бригада.

## Практични подаци

### Превоз
Ово насеље је повезано аутобуским линијама:
- Линија 34 Топчидерско брдо /Сењак/ — Железничка станица /Београд центар/  — Пере Велимировића[5]
- Линија 42 Трг Славија /Бирчанинова/ — Бањица /ВМА/  — Петлово брдо[6]
- Линија 47 Трг Славија /Брирчанинова/ — Ресник /Железничка станица/[7]
- Линија 48 Железничка станица /Панчевачки мост/ — Миљаковац 3[8]
- Линија 50 Устаничка — Баново брдо[9]
- Линија 54 МЗ Макиш — Миљаковац 1[10]
- Линија 59 Трг Славија /Бирчанинова/ — Петлово брдо[11]
- Линија 94 Нови Београд /Блок 45/ — Ресник /Едварда Грига/[12]
- Линија 502 Орловача /Гробље/ — Миљаковац 1[13]
- Линија 47Н Трг Републике — Миљаковац 3 — Ресник /Железничка станица/[14]

Оближња железничка станица Раковица представља везу са другом, трећом и четвртом линијом БГ Воза, те локалним, регионалним и неколицином међународних железничких веза.

### Школе
На Канаревом Брду се налазе две основне школе: "Иво Андрић" и "Ђура Јакшић", као и Средња Занатска Школа "Петар Лековић".

### Терени и паркови
Готово свака зграда је окружена одређеном парковском површином, а такође постоји неколико терена за кошарку, фудбал и тенис. Велики број деце и младих одлази и на терен око Миљаковачког извора, као и у дворишта основних и средње школе.

### Енергетика и индустрија
Северним ободом насеља, уз границу са Бањицом, налази се фабрика за производњу техничких гасова "Месер-Техногас".
Миљаковачка топлана се налази на миљаковачкој страни Варешке улице, али се користи и за снабдевање Канаревог брда централним грејањем. Док је значајан број зграда на Миљаковцу гасификован и има топловод, то није случај са Канаревим брдом, где велики број приватних кућа нема чак ни централно грејање, те се још увек греје на приватна ложишта, услед чега насеље у току зимских месеци има озбиљне проблеме са загађењем ваздуха.

### Снабдевање
Снабдевање становника насеља се углавном врши из супермаркета из ланца "Макси", "Сунце", "Аман", али и са оближњег бувљака на Миљаковцу, као и мноштва мањих радњи. Становници неретко набављају намирнице и са пијаца и трговинских ланаца из суседних насеља, као што је Бањица и Видиковац.